# Isac Hedqvist
Isac Hedqvist, född 22 mars 2005 i Örnsköldsvik, är en svensk professionell ishockeyspelare (forward) som spelar för Luleå HF i SHL.